# Ponci Telesí Menor
Ponci Telesí Menor (en llatí Pontius Telesinus) fou un general samnita, germà petit de Ponci Telesí Major.
Comandava les forces samnites enviades en ajut de Gai Mari el Jove i junt amb aquest va quedar assetjat a Praeneste l'any 82 aC durant la Primera Guerra Civil romana. Després de la derrota dels samnites i de la mort del seu germà a la batalla de la Porta Col·lina, Gai Mari i Telesí va intentar fugir per un pas subterrani que conduïa des de la ciutat a camp obert, però al trobar la sortida vigilada van decidir matar-se un a l'altre. Telesí va morir el primer i Mari es va suïcidar o potser va morir apunyalat per un esclau.